# Jan Philipp

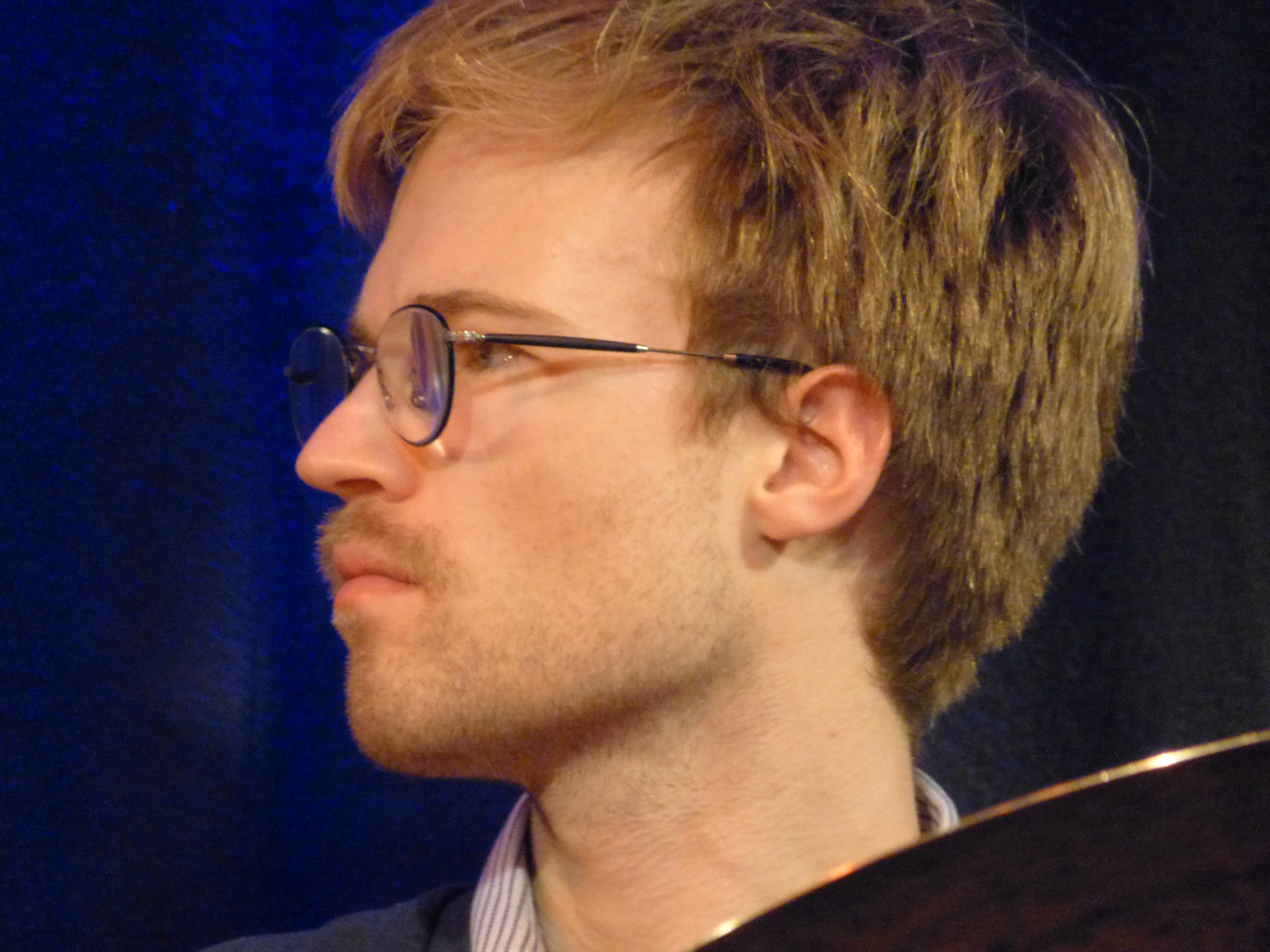
Jan Philipp (2020)

Jan Philipp (* 10. August 1994 in Frankfurt am Main) ist ein deutscher Jazzmusiker (Schlagzeug, auch Samples, Perkussion, Komposition).

## Leben und Wirken
Philipp lebt seit 2014 in Köln und studierte  Jazz-Schlagzeug bei Jonas Burgwinkel an der Hochschule für Musik und Tanz Köln. Er arbeitet in der dortigen Jazzszene in zahlreichen Formationen, wie dem Simon Below Quartett. 2016 gewann er den Jazzpreis der Stadt Frankfurt mit der kollaborativen Band The Whereme?! (mit Fabian Dudek, Raphael Krohn, David Helm) und leitet seit 2017 zudem sein eigenes Trio, dem Tobias Hoffmann (Gitarre) und David Helm (Bass) angehören. 2019 legte er unter eigenem Namen mit diesem Trio das Album Fake Folks bei Klaeng Records vor.
Weiterhin gehörte Philipp zum Quintett Modern Men (mit Shannon Barnett, Matthew Halpin, Pablo Held und David Helm) und zum Trio von Moritz Preisler (Rauhreif). 2018 wechselte er zudem ins Contrast Trio für Martin Standke ein.

## Diskographische Hinweise

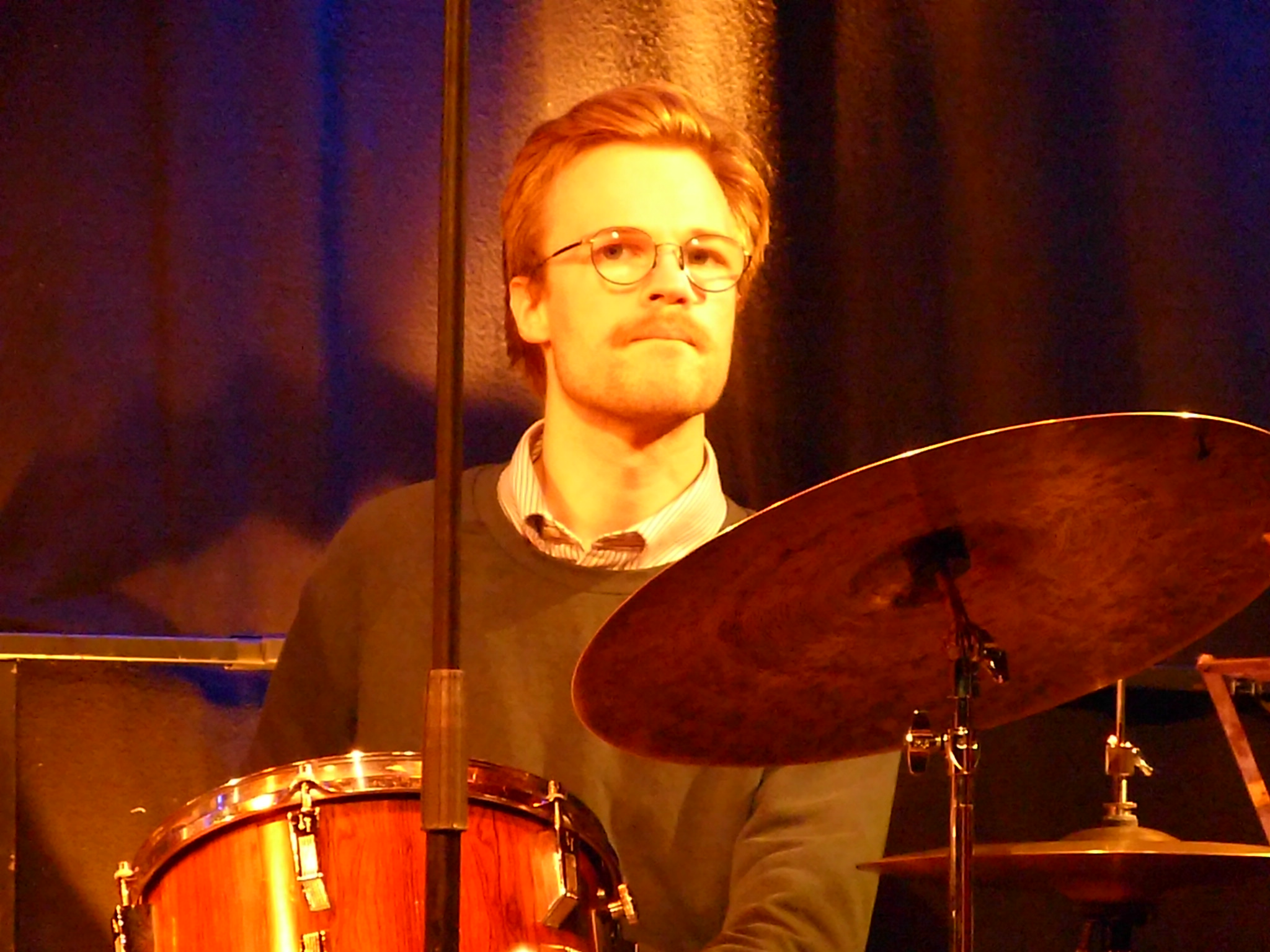
Jan Philipp

- Simon Below Quartet: Wailing Wind’s Story (Double Moon Records, 2018), mit Fabian Dudek, Yannik Tiemann
- Fake Folks (Klaeng 2019)
- Simon Below Elements of Space (Traumton 2020)[5]
- Johanna Klein: Cosmos (Berthold Records 2021, mit Leo Engels, Nicolai Amrehn)